# Адолф Виндаус
Адолф Ото Рајнхолд Виндаус (25. децембар 1876 — 9. јун 1959) био је немачки хемичар, добитник Нобелове награде за хемију 1928. године за истраживања стерола и његове везе са витаминима.